# Comocladia undulata
Comocladia undulata là một loài thực vật có hoa trong họ Đào lộn hột. Loài này được Urb. mô tả khoa học đầu tiên năm 1908.